# Celtill
Celtill a fost vergobret al arvernilor și fiul regelui Bituitus, luat prizonier în aul 121 î.e.n. de către armata romană. A fost tatăl lui Vercingetorix, căpetenie a tribului arvernilor.